# Liste der in der NS-Zeit verfolgten und vertriebenen Wissenschaftler der Rechtswissenschaftlichen Fakultät der Goethe-Universität
Die Liste der in der NS-Zeit verfolgten und vertriebenen Wissenschaftler der Rechtswissenschaftlichen Fakultät der Goethe-Universität umfasst in vielen Fällen Personen, die außerhalb der Universität auch noch als Rechtsanwälte oder Notare tätig waren. Die Repressalien gegen sie erstreckten sich sowohl auf ihre akademischen, als auch – oftmals mit einiger Verzögerung – auf ihre außeruniversitären Tätigkeiten. Der bekannteste Frankfurter Jurist, der von der Universität ausgeschlossen wurde, war Hugo Sinzheimer.

## Das Schicksal jüdischer und/oder politisch missliebiger Wissenschaftler
Zum Hintergrund der Verfolgungen und Vertreibungen sowie zu deren administrativen Absicherungen siehe:

## Kurzbiographien
Für die folgenden Rechtswissenschaftler der Goethe-Universität liegen Kenntnisse über ihre Verfolgung durch die Nationalsozialisten vor:
- Arthur Baumgarten – Ernst Cahn – Arnoldt Ehrhardt – Hermann Heller – Ernst Eduard Hirsch – Julius Lehmann – Max Michel – August Sänger – Hugo Sinzheimer – Karl Strupp – Ludwig Wertheimer

Soweit nachfolgend keine anderen Quellen benannt sind, beruhen die Grundinformationen zu allen Kurzbiographien auf dem Buch Die Juden der Frankfurter Universität von  Renate Heuer und Siegbert Wolf.
| Name                | gelebt von/bis | Status bei der Entfernung aus der Universität | Entlassung und Entlassungsgründe | unmittelbare und mittelbare Folgen der Entlassung | Folgen und Entwicklungen ab 1945 |
| Arthur Baumgarten   | 1884 – 1966    | Ordentlicher Professor für Rechtsphilosophie | Im Sommer 1933 beschloss er auf Grund der Machtergreifung der Nazis, Deutschland zu verlassen. | Zunächst Rückkehr nach Basel. | Baumgarten ging 1946 als Gastprofessor nach Leipzig und wurde 1948 ordentlicher Professor an der Berliner Universität, später in Potsdam. |
| Ernst Cahn          | 1875 – 1953    | Honorarprofessor | 1933 Zwangspensionierung als Obermagistatsrat der Stadt Frankfurt und Ruhestandsversetzung an der Universität nach § 3 des Gesetzes zur Wiederherstellung des Berufsbeamtentums (BBG)                                                                             | Überlebte die Jahre 1933–1945 in Frankfurt | Am 1. Mai 1945 in Frankfurt Wiedereinsetzung als Obermagistratsrat und als Professor an der Universität; Herbst 1945 Pensionierung. 1949 leitete er ein Wiedergutmachungsverfahren ein. |
| Arnoldt Ehrhardt    | 1903 – 1965    | Privatdozent | Konnte als evangelisch getaufter Halbjude bis 1937 seine Stelle behalten, las aber seit 1935 nicht mehr in Frankfurt. 1937 Aberkennung der Venia Legendi. | Lebte seit 1937 in Lörrach und emigrierte 1939 in die Schweiz, später nach Großbritannien. | Blieb in Großbritannien, wurde aber 1959 im Rahmen einer Wiedergutmachungsprofessur zum ordentlichen Professor in Frankfurt ernannt und zugleich in den Ruhestand versetzt. |
| Hermann Heller      | 1891 – 1933    | Ordentlicher Professor für Öffentliches Recht | April 1933 Beurlaubung; am 11. September 1933 entlassen nach § 4 BBG. | Heller befand sich zum Zeitpunkt der gegen ihn ergriffenen Maßnahmen nicht mehr in Deutschland. Er kehrte Anfang 1933 nach einem Vortragsaufenthalt in Großbritannien nicht mehr zurück, sondern übernahm eine Gastprofessur an der Universität Madrid. Am 11. September 1933 wurde er aufgrund des Gesetzes zur Wiederherstellung des Berufsbeamtentums aus dem deutschen Staatsdienst entlassen. | Heller war bereits am 5. November 1933 in Madrid einem Herzleiden erlegen. Zu Beginn der 1950er Jahre wurde – vermutlich von Hinterbliebenen – ein Wiedergutmachungsverfahren eingeleitet. |
| Ernst Eduard Hirsch | 1902 – 1985    | Landgerichtsrat und seit 1929 Privatdozent; vom 1. November 1932 bis 31. März 1933 Lehrstuhlvertreter für Bürgerliches Recht und Handelsrecht | Entzug der der Lehrbefugnis nach § 3 BBG und Ende März 1933 auch zwangsweise Beurlaubung sowie Ruhestandsversetzung als Landgerichtsrat. | Ab 1933 Exil in Der Türkei und dort Professor an den Universitäten in Istanbul und Ankara sowie Berater der türkischen Regierung. Seit 1943 türkischer Staatsbürger. | Im Herbst 1948 Gastvorlesungen in München und Frankfurt. 1950 Rückkehr nach Deutschland, zunächst Gastprofessor an der FU Berlin, dann ab 1952 dort ordentlicher Professor. |
| Julius Lehmann      | 1884 – 1951    | Rechtsanwalt in Frankfurt und seit 1928 Honorarprofessor für Bürgerliches Recht und Handelsrecht. | Am 8. Mai 1933 beurlaubt. | 1933 Emigration in die Schweiz, 1941 in die USA. Sein Bruder, der Mediziner Walter Lehmann, emigrierte 1936 nach Albanien und von da aus 1939 ebenfalls in die USA. | Zu Beginn der 1950er Jahre wurde ein Wiedergutmachungsverfahren eingeleitet, vermutlich von seiner in den USA lebenden Witwe Elisabeth Lehmann (1902–1989). |
| Max Michel          | 1888 – 1941    | 1927 in Frankfurt Wahl zum Dezernenten für Kultur und Personal; seit 1931 Lehrauftrag für Sozialrecht an der Universität | 1933 Entlassung als Stadtrat und im Oktober 1933 Entzug des Lehrauftrages nach § 4 BBG | Von 1936 bis 1938 in Berlin Referent für eine jüdische Wohlfahrtseinrichtung; im Oktober 1938 dann Emigration in die USA. Michel starb am 11. September 1941 in New York. | Mitte der 1950er Jahre wurde ein Wiedergutmachungsverfahren eingeleitet. |
| August Sänger       | 1884 – 1950    | Der Rechtsanwalt und Notar war seit 1913 Privatdozent an der Akademie für Sozial- und Handelswissenschaften, einer Vorläufereinrichtung der Universität. Nach deren Gründung war er dort abermals Privatdozent und ab 1921 ao. Professor.                                | Im November 1933 Entzug der Lehrbefugnis nach § 3 BBG | 1936 Emigration über die Schweiz nach Litauen und dort seit 1936 Professor für Versicherungsrecht in Kowno. 1938 übersiedelte er in die USA. | Sänger starb 1950 in New York. Etwa zeitgleich war ein Wiedergutmachungsverfahren eingeleitet worden. |
| Hugo Sinzheimer     | 1875 – 1945    | Der seit 1903 in Frankfurt als Rechtsanwalt und Notar tätige Sinzheimer war 1921 Mitbegründer der Akademie der Arbeit und zugleich dort als Dozent tätig. Parallel dazu war er seit 1919 auch Honorarprofessor für Arbeitsrecht und Rechtssoziologie an der Universität. | Nach seiner Verhaftung im März 1933 wurde Sinzheimer im April in den einstweiligen Ruhestand versetzt. Im September 1933 folgte der Entzug der Lehrbefugnis nach § 4 BBG. 1937 wurde ihm der Doktortitel aberkannt und die deutsche Staatsangehörigkeit entzogen. | Sinzheimer konnte 1933 über das Saargebiet in die Niederlande fliehen, wo er ab demselben Jahr noch eine Professur in Amsterdam und 1935 in Leiden erhielt. Nach der deutschen Besetzung der Niederlande wurde er für mehrere Monate verhaftet, konnte nach seiner Freilassung weiterhin in den Niederlanden verbleiben, lebte aber zeitweise im Untergrund. | Nach der Befreiung der Niederlande starb Sinzheimer wenige Monate später an den Folgen des Lebens in der Illegalität. „In Unkenntnis von S.s Tod hoffte die Rechtswissenschaftliche Fakultät der Universität Ffm. noch im November 1945, den einst vertriebenen Honorarprofessor im Zuge einer „Wiedergutmachunusaktion“ zurückzugewinnen.“ Im Hauptstaatsarchiv in Wiesbaden gibt es zwei Sinzheimer betreffende Akten: einmal eine Akte über ein vermutlich 1950 eingeleitetes Wiedergutmachungsverfahren, und zusätzlich eine 1951 eröffnete Entschädigungsakte über eine „Klage der Erbengemeinschaft Sinzheimer“. |
| Karl Strupp         | 1886 – 1940    | Zuletzt ordentlicher Professor für Völkerrecht | Seit Mai 1933 beurlaubt und am 1. September 1933 nach § 3 BBG in den Ruhestand versetzt. | Strupp emigrierte im Sommer 1933 in die Türkei und war dort von 1933 bis 1936 Professor für Staats- und Völkerrecht an der Universität von Istanbul. Aufgrund gesundheitlicher Probleme musste er Istanbul verlassen und wurde zunächst Berater des dänischen Außenministeriums. 1938 übersiedelte er nach Paris und erhielt hier 1939 einen Ruf an die Columbia University. Er konnte die Stelle in New York nicht mehr antreten, da er vor der geplanten Abreise am 28. Februar 1941 in Chatou verstarb. | Zu Beginn der 1950er Jahre wurde ein Wiedergutmachungsverfahren eingeleitet. |
| Ludwig Wertheimer   | 1870 – 1938    | Der Rechtsanwalt und Notar hatte von 1920 bis 1922 einen Lehrauftrag, unter anderem für Bank- und Börsenrecht. 1929 wurde er zum Honorarprofessor berufen. | Im Herbst 1933 wurde ihm nach § 3 BBG die Lehrbefugnis entzogen und er erhielt Berufsverbot als Rechtsanwalt und Notar. | Während seine Familie in die USA emigrierte, blieb er in Frankfurt. Er starb am 9. März 1938 und wurde auf dem Neuen Jüdischen Friedhof beerdigt. | Wertheimers Hinterbliebene leiteten Ende der 1950er Jahre ein Wiedergutmachungsverfahren ein. |